# Gschwend
Gschwend é um município da Alemanha, no distrito dos Alpes Orientais, na região administrativa de Estugarda, estado de Baden-Württemberg.